# Sympetrum fonscolombii
Sympetrum fonscolombii é uma espécie de libelinha da família Libellulidae.

## Nomes vernáculos
- Língua wariʼ: tjowem-tjowem[1]